# Art rock
Art rock és un terme utilitzat per a descriure a un ampli subgènere de la música rock que és caracteritzat per la seva tendència experimental i les seves ambicions intel·lectuals, amb les quals molts artistes buscaven donar-li credibilitat al rock.
L'art rock incorpora elements com ara experimentació amb ritmes ambiciosos, elements estètics i lírics no associats a la música rock (en molts casos amb lletres poètiques) i una tendència a veure els àlbums de llarga durada com una unitat (per exemple, en el cas dels àlbums conceptuals), a més d'incorporar influències de gèneres com el jazz, la música clàssica, la world music o la música avantguardista o experimental.
En molts casos es fa servir el concepte d'"art rock" d'una manera similar al terme "rock progressiu" (estil que va assolir popularitat als anys 70), però avui dia els termes són utilitzats per separat: el rock progressiu actualment és considerat com un gènere principal de la música rock, mentre el terme art rock roman com una idea més extensa, més subjectiva i sense ubicació entre gèneres.
A vegades "art rock" és usat per referir-se a la música rock que tendeix a l'experimentació dins d'un marc de natura més propera al mainstream . El concepte també és utilitzat normalment per a referir-se al denominat rock experimental, terme que en general s'utilitza més específicament per parlar d'artistes que busquen escapar a les convencions pop en un intent de crear alguna cosa innovadora. Segons Allmusic, l'art rock (igual que el rock progressiu) incorpora elements de la música clàssica europea i (en menor mesura) del jazz, mentre que el rock experimental, encara que té característiques similars, és més "desafiant, sorollós i poc convencional", més difícil d'assimilar i està més relacionat amb l'art modern, en especial l'avantgarde.